# Маклин, Хизер
Хизер «Игги» Маклин (англ. Heather McLean; род. 4 января 1993 года, Виннипег, Канада) — канадская конькобежка, четырёхкратная призёр в забегах на 500 м и командных гонках разных этапов Кубка мира по конькобежному спорту. Участница зимних Олимпийских игр 2018 и 2022 года. Серебряный призёр чемпионата мира 2019 года на отдельных дистанциях (командный спринт).

## Биография
Хизер Маклин впервые на коньки встала в двухлетнем возрасте и в дальнейшем каталась вместе со своими старшими братьями на открытом овальном катке в Виннипеге.
Профессионально тренируется на базе клуба «St. James Speed Skating Club» (Виннипег) с 1995 года. В сезоне 2011/12 годов она принимала участие в Кубке мира среди юниоров, а после на чемпионате мира среди юниоров в Обихиро выиграла бронзовую медаль в командной гонке преследования.
Хизер дебютировала в Кубке мира в сезоне 2013/14, выступив на первых двух этапах. В следующем сезоне она была в составе Кубка мира на всех этапах. В 2015 году она участвовала как на чемпионате мира на одиночных дистанциях, так и на чемпионате мира в спринтерском многоборье в Астане, где заняла на 23-е место в общем зачёте. В сезоне 2015/16 годов Маклин завоевала свою первую индивидуальную медаль Кубка мира в Инцелле, выиграв бронзовую медаль на дистанции 500 м.
В феврале 2016 года стала 12-й в многоборье на чемпионате мира в Сеуле. Летом 2016 года временно прекратила тренировки и выступления после того, как ей поставили диагноз — депрессия. Но уже 10 февраля 2017 года на Олимпийском Овале Каннына во время забега на 500 м среди женщин с итоговым результатом 37.86 (+0.73) Хизер финишировала пятой. В том же феврале на чемпионате мира в Калгари Маклин поднялась на 7-е место в многоборье.
На зимних Олимпийских играх 2018 года Хизер Маклин была заявлена для участия в забеге на 500 и 1000 м. 14 февраля 2018 года на Олимпийском Овале Каннына в забеге на 1000 м Маклин финишировала с результатом 1:17.25 (+3.69). В итоговом зачёте она заняла 25-е место. 18 февраля 2018 года на Олимпийском Овале Каннына в забеге на 500 м она финишировала с результатом 38.29 (+1.35). В итоговом зачёте Маклин заняла 14-е место.
Маклин выиграла свою первую в карьере медаль на чемпионате мира на одиночных дистанциях в Инцелле в 2019 году, когда завоевала серебро в командном спринте, а на чемпионате мира в спринтерском многоборье заняла 12-е место в классификации. В октябре 2019 года она стала 3-й в забегах на 500 и 1000 м на Национальном чемпионате Канады.
Через год в 2020 году Маклин заняла 15-е место в общем зачёте в Хамаре. В январе 2021 года она завоевала свою первую за пять лет индивидуальную медаль Кубка мира, выиграв бронзовую медаль на дистанции 500 м. Она показала свой лучший индивидуальный результат за четыре года на чемпионате мира на одиночных дистанциях в Херенвене, заняв 7-е место на дистанции 500 м.
Она участвовала на своих вторых зимних Олимпийских играх в Пекине на дистанции 500 м и заняла 27-е место.

## Личная жизнь
Хизер Маклин обучалась в Университете Калгари по специальности социология. Параллельно со спортивной карьерой занимается сестринским делом. Много готовит и выпекает.